# Zgornje Laže
Zgornje Laže este o localitate din comuna Slovenske Konjice, Slovenia, cu o populație de 131 de locuitori.